# Ruumissaari (ö i Pöyrisjärvi, Enontekis)
Ruumissaari, enaresamiska: Rumašsullot, är en ö i Finland. Den ligger i sjön Pöyrisjärvi och i kommunen Enontekis i den ekonomiska regionen  Fjäll-Lappland  och landskapet Lappland, i den norra delen av landet, 1 000 km norr om huvudstaden Helsingfors. Öns area är 0,7 hektar och dess största längd är 240 meter i nord-sydlig riktning.